# Alchornea anamariae
Alchornea anamariae är en törelväxtart som beskrevs av Ricardo de Sousa Secco. Alchornea anamariae ingår i släktet Alchornea och familjen törelväxter. Inga underarter finns listade i Catalogue of Life.